# Matías Banco
Matías Ezequiel Banco (Mendoza, Argentina; 3 de julio de 1989) es un futbolista argentino. Juega de mediocampista y su equipo actual es Club Deportivo y Social Guaymallén que disputa la Liga Mendocina de Fútbol.

## Clubes
| Club                    | País      | Año        |
| ----------------------- | --------- | ---------- |
| Independiente Rivadavia | Argentina | 2008-2011  |
| Deportivo Guaymallén    | Argentina | 2011-2012  |
| Unión San Felipe        | Chile     | 2012-2013  |
| Lota Schwager           | Chile     | 2013-2014  |
| Deportivo Maipú         | Argentina | 2015- 2017 |
| Deportivo Guaymallén    | Argentina | 2017-Act.  |